# Dysdera satunini
Dysdera satunini är en spindelart som beskrevs av Peter Mikhailovitch Dunin 1990. Dysdera satunini ingår i släktet Dysdera och familjen ringögonspindlar.
Artens utbredningsområde är Azerbajdzjan. Inga underarter finns listade i Catalogue of Life.